# Xã Liston, Quận Woodbury, Iowa
Xã Liston (tiếng Anh: Liston Township) là một xã thuộc quận Woodbury, tiểu bang Iowa, Hoa Kỳ. Năm 2010, dân số của xã này là 527 người.